# Trehaloză
Trehaloza este o dizaharidă nereducătoare, formată prin condensarea a două molecule de α-glucoză, prin formarea de legături α,α-1,1-glicozidice. Aceste legături conferă rezistență trehalozei la hidroliza acidă, ea fiind stabilă și în soluție la temperaturi ridicate, chiar în mediu acid.